# Народные русские сказки (сборник Афанасьева)
«Народные русские сказки» — самый известный и полный сборник русских народных сказок, составленный русским учёным и собирателем фольклора Александром Афанасьевым. Первое издание вышло в 1855—1863 годах в восьми выпусках (томах) при жизни автора. Второе, переработанное издание было опубликовано в 1873 году (посмертно).
Помимо русских, в сборник вошли сказки «на малороссийском и белорусском наречиях» (в современной филологической терминологии — на украинском и белорусском языках). Эти сказки Афанасьев печатал на языке оригинала, без изменений.
Сборник Афанасьева послужил отправной точкой для научного изучения русских сказок, их научного сопоставления с мировыми и популяризации в образованной среде. Большинство русских детских сказок, издающихся сегодня, представляют собой переработки оригиналов из сборника Афанасьева; при этом некоторые исходные варианты сказок, в силу определённого цинизма и жестокости содержания, не всегда могут быть признаны подходящими для современных детей.
Сказки из сборника Афанасьева (трёхтомный вариант, опубликованный в серии Литературные памятники (Москва, издательство «Наука», 1984—1985), доступны для чтения в викитеке.

## Издания и содержание сборника
Восемь выпусков сборника «Народные русские сказки» были изданы Александром Николаевичем Афанасьевым в 1855—1863 годах. В первой редакции распределение сказок по тематическим разделам отсутствовало.
- Выпуск I — 1855 год (2-е Издание — в 1858 г.; 3-е Издание — в 1863 г.)
- Выпуск II — ? (2-е Издание — в 1858 г.; 3-е Издание — в 1863 г.)
- Выпуск III — 1857 год (2-е Издание — в 1860 г.)
- Выпуск IV — 1858 год (2-е Издание — в 1860 г.)
- Выпуск V — 1861 год
- Выпуск VI — 1861 год
- Выпуск VII — 1863 год
- Выпуск VIII — 1863 год

Переработанное издание сборника сказок (посмертное) в четырёх книгах (томах) было подготовлено самим Афанасьевым, но вышло только в 1873 году. В нём сказки разделены по тематическим разделам (сказки о животных, волшебные, новеллистические, бытовые сатирические сказки, анекдоты), примечания составили четвёртый том, куда вошли также лубочные сказки.
Вскоре после первого издания «Народных русских сказок», Афанасьев собирался отпечатать облегчённый иллюстрированный сборник «Русские детские сказки» для семейного чтения. В него вошла 61 сказка: 29 сказок о животных, 16 волшебных и 16 бытовых сказок из основного собрания. Однако цензура ставила всяческие препоны этому начинанию и сборник увидел свет лишь в 1870 году. Глава цензурного комитета и член совета министерства внутренних дел Платон Алексеевич Вакар, в представлении в ведомство печати поставил на вид, что следует уведомить все ведомства, имеющие учебные заведения, о том, что содержание 24 сказок детского сборника является неприемлемым и вредным:
Чего только не изображается в них, не говоря уже о главной основной идее почти всех этих сказок, то есть торжества хитрости, направленной к достижению какой-либо своекорыстной цели, в некоторых проводятся олицетворённые возмутительные идеи, как, например, в сказке «Правда и кривда», в которой доказывается, что «правдою на свете мудренно жить, какая нынче правда! За правду в Сибирь угодишь…»
Отрицательный отзыв цензуры привёл к тому, что следующее, второе, издание «Русских детских сказок» было издано лишь в 1886 году. Всего данная книга выдержала более двадцати пяти изданий.

## Сборник Афанасьева в культуре
Иллюстрации из изданий книги «Русские детские сказки» вошли в золотой фонд русской живописи: сборник иллюстрировали Иван Яковлевич Билибин, Юрий Алесеевич Васнецов, Николай Николаевич Каразин, К. Кузнецов, Александр Михайлович Куркин, Эрнест Эрнестович Лисснер, Татьяна Алексеевна Маврина, Георгий Иванович Нарбут, Елена Дмитриевна Поленова, Евгений Михайлович Рачёв и другие.
В своём сборнике Афанасьев систематизировал объёмный материал русских сказочных сюжетов первой половины XIX века, снабдив их обширным научным комментарием. Система, принятая Афанасьевым, является первой попыткой классификации сказок вообще. Именно на материале сборника Афанасьева (выборка из ста сказок) произведён анализ структуры волшебной сказки в книге «Морфология сказки» Владимира Яковлевича Проппа (1928).

## Список сказок

### Первая книга (том)
| Название                                                       | Номера А и (AT) | Примечания |
| -------------------------------------------------------------- | --- | --- |
| Лисичка-сестричка и волк                                       | № 1 (1+2,3,4,43,30,170,61A), № 2 (1+2,3,4), № 3 (1+2), № 4 (15+1,2,3,158,4), № 5 (1+2,3,21), № 6 (158+1,2), № 7 (158+2,21) | № 1 — записана А. Н. Афанасьевым в 1848 г. в Бобровском уезде Воронежской губернии № 2 — записана Н. Бодровым в Переславль-Залесском уезде Московской губернии № 3 — записана во Владимире № 4 — записана в Харьковском уезде писателем Г. Ф. Квиткой-Основьяненко (1778—1843) № 5 — записана на белорусском языке в Новогрудском уезде Гродненской губернии учителем Новогрудского училища М. А. Дмитриевым № 6 — на малороссийском наречии (совр. украинском языке) № 7 — записана в Тверской губернии |
| За лапоток - курочку, за курочку - гусочку                     | № 8 (170+158) | |
| Лиса-повитуха                                                  | № 9 (15), № 10 (43+15,1,2), № 11 (43+15,1,2), № 12 (43+15), № 13 (43+15)                                                   | № 9 — записана в Переславль-Залесском уезде Н. Бодровым № 10 — записана в Чердынском уезде Пермской губернии Н. Бодровым № 11 — записана в Архангельской губернии № 12 — записана в Никольском уезде Вологодской губернии № 13 — записана в Саратовской губернии К. А. Гуськовым |
| Лиса, заяц и петух                                             | № 14 (43) | Записана в Переславль-Залесском уезде Н. Бодровым. |
| Лиса-исповедница                                               | № 15 (61), № 16 (61А), № 17 (106*+61А)                                                                                     | № 16 — перепечатана из «Пермского сборника», I, с. 127—128. Записана в Перми Л. Питерским в 1846 г. от девяностолетнего старика из мастеровых Мотовилихинского завода П. С. Казакова. Стиль близкий к книжному. № 17 — Записана в Лихвинском уезде Тульской губернии писателем и фольклористом-этнографом П. И. Якушкиным (1822—1872). Последние 9 строк стихотворного текста соответствуют в основном поминанию трёх Матрен и Луки с Петром в послании А. С. Пушкина и П. А. Вяземского к В. А. Жуковскому (1833) и пушкинскому стихотворению 1833 г. «Сват Иван, как пить мы станем…», а также в поэме «Кому на Руси жить хорошо» («Пир на весь мир», ч. 2, песня «Солдатская») Н. А. Некрасова. |
| Лиса-лекарка                                                   | № 18 (1889К+804A,218B*,37)                                                                                                 | Записана в Шенкурском уезде Архангельской губернии |
| Старик лезет на небо                                           | № 19 (1960С) | Записана в Вологодской губернии |
| Старик на небе                                                 | № 20 (218В*) | |
| Лиса-плачея                                                    | № 21 (218В*+1889К,37,154), № 22 (37)                                                                                       | № 22 — записано в Кольском уезде Олонецкой губернии И. Спарихиным. |
| Мужик, медведь и лиса                                          | № 23 (1030+154), № 24 (1030+154), № 25 (1030+154), № 26 (154+68В)                                                          | № 23 — отсутствует в первом издании. Записано в Тульской губернии членом-сотрудником РГО Мясоедовым. № 24 — записана в Липецком уезде Тамбовской губернии, исправлена Афанасьевым. Рукопись — в архиве ВГО (p. XL, оп. 1, № 36, лл. 21—22 об.; 1848). № 25 — записана в Архангельской губернии священником Михаилом Фиалкиным. № 26 — записана в Новогрудском уезде Гродненской губернии учителем М. А. Дмитриевым на белорусском языке. |
| Старая хлеб-соль забывается                                    | № 27 (155) | Вторая часть рукописи, записанной в Черноярском уезде Астраханской губернии писарем О. Л. Волконидиным (1857). Первая часть рукописи опубликована Афанасьевым отдельной сказкой под именем «Овца, лиса и волк» (№ 28). |
| Овца, лиса и волк                                              | № 28 (44*) | См. примечания к № 27 |
| Звери в яме                                                    | № 29 (20A+21), № 30 (20А+21,248А*)                                                                                         | № 30 — записана в Воронежском уезде К. О. Александровым-Дольником. |
| Лиса и тетерев                                                 | № 31 (62) | Записана в Тверской губернии |
| Лиса и дятел                                                   | № 32 (56В) | Записана в Васильевском уезде Нижегородской губернии монахом Макарием, членом-сотрудником РГО. |
| Лиса и журавль                                                 | № 33 (60) | Записана в Тверской губернии |
| Снегурушка и лиса                                              | № 34 (703*) | Записана в Калужской губернии |
| Лиса и рак                                                     | № 35 (275) | Записана в Тамбовской губернии. Рукопись — в архиве ВГО (р. XL, оп. 1, № 14, л. 5; 1849). |
| Колобок                                                        | № 36 (2025) | Близка по сюжету американская сказка «Пряничный человечек». В западноевропейских сборниках встречаются варианты о пироге, который убежал от трёх девушек, не вынувших его своевременно из печи. |
| Кот, петух и лиса                                              | № 37, № 38, № 39 | |
| Кот и лиса                                                     | № 40, № 41, № 42, № 43 | |
| Напуганные медведь и волки                                     | № 44, № 45, № 46, № 47 | |
| Медведь, лиса, слепень и мужик                                 | № 48 | |
| Волк                                                           | № 49, № 50 | |
| Свинья и волк                                                  | № 51, № 52 | |
| Волк и коза                                                    | № 53, № 54 | |
| Волк-дурень                                                    | № 55, № 56 | |
| Медведь                                                        | № 57, № 58 | |
| Медведь, собака и кошка                                        | № 59 | |
| Коза                                                           | № 60, № 61 | |
| Сказка о козе лупленой                                         | № 62 | |
| Сказка про одного однобокого барана                            | № 63 | |
| Зимовье зверей                                                 | № 64 | |
| Медведь и петух                                                | № 65 | |
| Собака и дятел                                                 | № 66, № 67 | |
| Кочет и курица                                                 | № 68 | |
| Смерть петушка                                                 | № 69 | |
| Курочка                                                        | № 70, № 71 | |
| Журавль и цапля                                                | № 72 | |
| Ворона и рак                                                   | № 73 | |
| Орёл и ворона                                                  | № 74 | |
| Золотая рыбка                                                  | № 75 (555) | Совпадение во всех сюжетных звеньях текста со сказкой Пушкина предполагает прямое заимствование сюжета из литературного произведения без ряда подробностей. |
| Жадная старуха                                                 | № 76 | |
| Сказка об Ерше Ершовиче, сыне Щетинникове                      | № 77, № 78, № 79, № 80 | |
| Байка о щуке зубастой                                          | № 81 | |
| Терем мухи                                                     | № 82, № 83, № 84 | |
| Мизгирь                                                        | № 85, № 86 | |
| Пузырь, соломинка и лапоть                                     | № 87, № 88 | |
| Репка                                                          | № 89 (2044) | Записана в Архангельской губернии А. Харитоновым. |
| Грибы                                                          | № 90 | |
| Мороз, Солнце и Ветер                                          | № 91 | |
| Солнце, Месяц и Ворон Воронович                                | № 92 | |
| Ведьма и Солнцева сестра                                       | № 93 | |
| Вазуза и Волга                                                 | № 94 | |
| Морозко                                                        | № 95, № 96 | |
| Старуха-говоруха                                               | № 97 | |
| Дочь и падчерица                                               | № 98 | |
| Кобиляча голова                                                | № 99 | |
| Крошечка-Хаврошечка                                            | № 100 | |
| Бурёнушка                                                      | № 101 | |
| Баба-яга                                                       | № 102, № 103 | |
| Василиса Прекрасная                                            | № 104 | |
| Баба-яга и Заморышек                                           | № 105 | |
| Баба-яга и жихарь                                              | № 106, № 107 | |
| Ивашко и ведьма                                                | № 108, № 109, № 110, № 111                                                                                                 | |
| Терёшечка                                                      | № 112 (327C, F) | Записана в Курской губернии |
| Гуси-лебеди                                                    | № 113 (480А*) | Записано в Курской губернии |
| Князь Данила-Говорила                                          | № 114 | |
| Правда и Кривда                                                | № 115, № 116, № 117, № 118, № 119, № 120, № 121, № 122                                                                     | |
| Королевич и его дядька                                         | № 123, № 124 | |
| Иван-царевич и Марфа-царевна                                   | № 125 | |
| Масенжны дзядок                                                | № 126 | |
| Купеческая дочь и служанка                                     | № 127 | |
| Три царства - медное, серебряное и золотое                     | № 128, № 129, № 130 | |
| Фролка-сидень                                                  | № 131 | |
| Норка-зверь                                                    | № 132 | |
| Покатигорошек                                                  | № 133 (312D), № 134 (312D + 300А)                                                                                          | № 133 — записана на Украине (на укр. языке), доставлено историком, этнографом и фольклористом М. А. Максимовичем (1804—1873). Первая публикация сказки на русском языке относится к XVIII веку («Забавный рассказчик» Е. Хомякова, М., 1791, ч. I, с. 1—19). Обработанная в начале XIX в. в лубочном духе «Сказка о Василисе золотой косе, непокрытой красе, и об Иване-Горохе» (Бронницын Б. Русские народные сказки. СПб., 1838, № 1). № 134 — записана в Новогрудском уезде Гродненской губернии на белорусском языке учителем М. А. Дмитриевым. |
| Иван Попялов                                                   | № 135 | |
| Буря-богатырь Иван коровий сын                                 | № 136 | |
| Иван Быкович                                                   | № 137 | |
| Иван крестьянский сын и мужичок сам с пёрст, усы на семь вёрст | № 138 | |
| Иван Сученко и Белый Полянин                                   | № 139 | |
| Зорька, Вечорка и Полуночка                                    | № 140 | |
| Медведко, Усыня, Горыня и Дубыня-богатыри                      | № 141, № 142 | |
| Надзей, папов ўнук                                             | № 143 | |
| Летучий корабль                                                | № 144 | |
| Семь Семионов                                                  | № 145, № 146, № 147 | В ранних сборниках Афанасьева (например 2-е издание 3 выпуска от 1860 года, стр. 48, сказка № 12 или 6 выпуск от 1861 года, стр. 154, сказка № 31) указано название «Семь Симеонов». |
| Никита Кожемяка                                                | № 148 (300) | Записана в г. Козлове Тамбовской губернии П. И. Якушкиным. |
| Змей и цыган                                                   | № 149 | |
| Батрак                                                         | № 150 | |
| Шабарша                                                        | № 151 | Сюжет схож с пушкинской «Сказкой о попе и балде» |
| Иванко Медведко                                                | № 152 | |
| Солдат избавляет царевну                                       | № 153 | |
| Беглый солдат и чёрт                                           | № 154 | |
| Два Ивана солдатских сына                                      | № 155 | |
| Кощей Бессмертный                                              | № 156, № 157, № 158 | |
| Марья Моревна                                                  | № 159 (552А+4001,554,3022)                                                                                                 | |
| Фёдор Тугарин и Анастасия Прекрасная                           | № 160 | |
| Иван-царевич и Белый Полянин                                   | № 161 | |
| Хрустальная гора                                               | № 162 | |
| Бухтан Бухтанович                                              | № 163 | |
| Козьма Скоробогатый                                            | № 164 | |
| Емеля-дурак                                                    | № 165, № 166 | |
| По щучьему веленью                                             | № 167 (675) | |
| Сказка об Иване-царевиче, жар-птице и о сером волке            | № 168 | |
| Жар-птица и Василиса-царевна                                   | № 169, № 170 | Без труда узнаём «Конька-Горбунка» сказки Петра Ершова |
| Сказка о молодце-удальце, молодильных яблоках и живой воде     | № 171, № 172, № 173, № 174, № 175, № 176, № 177, № 178                                                                     | |

### Вторая книга (том)
| Название                                                                            | Номера А и (AT) | Примечания                                                                         |
| ----------------------------------------------------------------------------------- | --------------- | ---------------------------------------------------------------------------------- |
| Сивко-бурко                                                                         |                 |                                                                                    |
| Свинка золотая щетинка, утка золотые пёрышки, золоторогий олень и золотогривый конь |                 |                                                                                    |
| Волшебный конь                                                                      |                 |                                                                                    |
| Конь, скатерть и рожок                                                              |                 |                                                                                    |
| Двое из сумы                                                                        |                 |                                                                                    |
| Петух и жерновки                                                                    |                 |                                                                                    |
| Чудесный ящик                                                                       |                 |                                                                                    |
| Волшебное кольцо                                                                    |                 |                                                                                    |
| Рога                                                                                |                 |                                                                                    |
| Сказка про утку с золотыми яйцами                                                   |                 |                                                                                    |
| Чудесная курица                                                                     |                 |                                                                                    |
| Безногий и слепой богатыри                                                          |                 |                                                                                    |
| Царь-медведь                                                                        |                 |                                                                                    |
| Звериное молоко                                                                     |                 |                                                                                    |
| Притворная болезнь                                                                  |                 |                                                                                    |
| Чудесная рубашка                                                                    |                 |                                                                                    |
| Волшебное зеркальце                                                                 |                 |                                                                                    |
| Пойди туда — не знаю куда, принеси то — не знаю что                                 |                 |                                                                                    |
| Мудрая жена                                                                         |                 |                                                                                    |
| Три копеечки                                                                        |                 |                                                                                    |
| Морской царь и Василиса Премудрая                                                   |                 |                                                                                    |
| Неосторожное слово                                                                  |                 |                                                                                    |
| Купленная жена                                                                      |                 |                                                                                    |
| Царь-девица                                                                         |                 |                                                                                    |
| Перышко Финиста ясна сокола                                                         |                 | Встречаемся с сюжетом присутствующем и в сказке Аксакова С. Т. «Аленький цветочек» |
| Елена Премудрая                                                                     |                 |                                                                                    |
| Гусли-самогуды                                                                      |                 |                                                                                    |
| Царевна, разрешающая загадки                                                        |                 |                                                                                    |
| Вещий сон (сказка первая)                                                           |                 |                                                                                    |
| Вещий сон (сказка вторая)                                                           |                 |                                                                                    |
| Соль                                                                                |                 |                                                                                    |
| Золотая гора                                                                        |                 |                                                                                    |
| Чудесная дудка                                                                      |                 |                                                                                    |
| Птичий язык                                                                         |                 |                                                                                    |
| Охотник и его жена                                                                  |                 |                                                                                    |
| Хитрая наука                                                                        |                 |                                                                                    |
| Диво                                                                                |                 |                                                                                    |
| Диво дивное, чудо чудное                                                            |                 |                                                                                    |
| Счастливое дитя                                                                     |                 |                                                                                    |
| Клад                                                                                |                 |                                                                                    |
| Скорый гонец                                                                        |                 |                                                                                    |
| Сестрица Алёнушка, братец Иванушка                                                  |                 |                                                                                    |
| Царевна — серая утица                                                               |                 |                                                                                    |
| Белая уточка                                                                        |                 |                                                                                    |
| Арысь-поле                                                                          |                 |                                                                                    |
| Царевна-лягушка                                                                     |                 |                                                                                    |
| Царевна-змея                                                                        |                 |                                                                                    |
| Заколдованная королевна                                                             |                 |                                                                                    |
| Окаменелое царство                                                                  |                 |                                                                                    |
| Берёза и три сокола                                                                 |                 |                                                                                    |
| Заклятый царевич                                                                    |                 |                                                                                    |
| Сопливый козёл                                                                      |                 |                                                                                    |
| Неумойка                                                                            |                 |                                                                                    |
| Косоручка                                                                           |                 |                                                                                    |
| По колена ноги в золоте, по локоть руки в серебре                                   |                 | Близка сказке Пушкина о царе Салтане.                                              |
| Поющее дерево и птица-говорунья                                                     |                 |                                                                                    |
| Свиной чехол                                                                        |                 |                                                                                    |
| Золотой башмачок                                                                    |                 |                                                                                    |
| Чернушка                                                                            |                 |                                                                                    |
| Царевна в подземном царстве                                                         |                 |                                                                                    |
| Незнайко                                                                            |                 |                                                                                    |
| Несмеяна-царевна                                                                    |                 |                                                                                    |
| Ночные пляски                                                                       |                 |                                                                                    |
| Мальчик с пальчик                                                                   |                 |                                                                                    |
| Верлиока                                                                            |                 |                                                                                    |
| Лихо одноглазое                                                                     |                 | Сюжет схож с одноимённой сказкой Ушинского К. Д.                                   |
| Горе                                                                                |                 |                                                                                    |
| Две доли                                                                            |                 |                                                                                    |
| Марко Богатый и Василий Бессчастный                                                 |                 |                                                                                    |
| История о славном и храбром богатыре Илье Муромце и Соловье-разбойнике              |                 |                                                                                    |
| Илья Муромец и змей                                                                 |                 |                                                                                    |
| Василий Буславич                                                                    |                 |                                                                                    |
| Алёша Попович                                                                       |                 |                                                                                    |
| Данило Бессчастный                                                                  |                 |                                                                                    |
| Василий-царевич и Елена Прекрасная                                                  |                 |                                                                                    |
| Балдак Борисьевич                                                                   |                 |                                                                                    |
| Василиса Поповна                                                                    |                 |                                                                                    |
| Про Мамая безбожного                                                                |                 |                                                                                    |
| Сказание об Александре Македонском                                                  |                 |                                                                                    |

### Третья книга (том)
| Название                               | Номера А и (AT) | Примечания                                                                              |
| -------------------------------------- | --------------- | --------------------------------------------------------------------------------------- |
| Шемякин суд                            |                 |                                                                                         |
| Загадки                                |                 |                                                                                         |
| Горшеня                                |                 |                                                                                         |
| Мудрые ответы                          |                 |                                                                                         |
| Мудрая дева                            |                 |                                                                                         |
| Попов работник                         |                 |                                                                                         |
| Царевич-найденыш                       |                 |                                                                                         |
| Сосватанные дети                       |                 |                                                                                         |
| Доброе слово                           |                 |                                                                                         |
| Дочь пастуха                           |                 |                                                                                         |
| Оклеветанная купеческая дочь           |                 |                                                                                         |
| Царица-гусляр                          |                 |                                                                                         |
| Отец и дочь                            |                 |                                                                                         |
| Солдат и царь в лесу                   |                 |                                                                                         |
| Солдат и разбойник                     |                 |                                                                                         |
| Разбойники                             |                 |                                                                                         |
| Королевна и разбойники                 |                 |                                                                                         |
| Мудрая девица и семь разбойников       |                 |                                                                                         |
| Счастье и несчастье                    |                 |                                                                                         |
| Убогий                                 |                 |                                                                                         |
| Бесстрашный                            |                 |                                                                                         |
| Рассказы о мертвецах                   |                 |                                                                                         |
| Упырь                                  |                 |                                                                                         |
| Иван купеческий сын отчитывает царевну |                 |                                                                                         |
| Рассказы о ведьмах                     |                 | В двух этих сказках встречаем традицию рассказов Н. В. Гоголя                           |
| Смерть скупого                         |                 |                                                                                         |
| Скрипач в аду                          |                 |                                                                                         |
| Горшечник                              |                 |                                                                                         |
| Вдова и бес                            |                 |                                                                                         |
| Леший                                  |                 |                                                                                         |
| Морока                                 |                 |                                                                                         |
| Дока на доку                           |                 |                                                                                         |
| Ворожея                                |                 |                                                                                         |
| Знахарь                                |                 |                                                                                         |
| Слепцы                                 |                 |                                                                                         |
| Вор                                    |                 |                                                                                         |
| Вороватый мужик                        |                 |                                                                                         |
| Солдатская загадка                     |                 |                                                                                         |
| Мёртвое тело                           |                 |                                                                                         |
| Шут                                    |                 |                                                                                         |
| Иванушка-дурачок                       |                 |                                                                                         |
| Дурак и берёза                         |                 |                                                                                         |
| Набитый дурак                          |                 |                                                                                         |
| Лутонюшка                              |                 |                                                                                         |
| Мена                                   |                 |                                                                                         |
| Сказка про братьев Фому и Ерёму        |                 |                                                                                         |
| Хорошо, да худо                        |                 |                                                                                         |
| Не любо — не слушай                    |                 | В сказке встречаемся с прозвищем попа, которым воспользовался Пушкин: «толоконный лоб». |
| Байка про старину стародавнюю          |                 |                                                                                         |
| Удалой батрак                          |                 |                                                                                         |
| Иван-дурак                             |                 |                                                                                         |
| Фома Беренников                        |                 |                                                                                         |
| Сказка о злой жене                     |                 |                                                                                         |
| Жена-спорщица                          |                 |                                                                                         |
| Жена-доказчица                         |                 |                                                                                         |
| Головиха                               |                 |                                                                                         |
| Муж да жена                            |                 |                                                                                         |
| Вещий дуб                              |                 |                                                                                         |
| Дорогая кожа                           |                 |                                                                                         |
| Как муж отучил жену от сказок          |                 |                                                                                         |
| Лубок                                  |                 |                                                                                         |
| Крест-порука                           |                 |                                                                                         |
| Об отце Николае                        |                 |                                                                                         |
| Скряга                                 |                 |                                                                                         |
| Народные анекдоты                      |                 |                                                                                         |
| Докучные сказки                        |                 |                                                                                         |
| Прибаутки                              |                 |                                                                                         |

### Четвёртая книга (том): лубочные сказки
| Название                                                       | Номера А и (AT)  | Примечания |
| -------------------------------------------------------------- | ---------------- | --- |
| Сказка про козла и барана                                      | № 554 (125)      | «Черниговские губернские ведомости», 1860, № 21, часть неофициальная, с. 159—160. Малороссийское наречие (укр. яз.). Записано в Борзянском уезде. К сказкам № 44—47. |
| Сказка про кравця и Вовка                                      | № 555 (122A)     | «Черниговские губернские ведомости», 1860, № 21, часть неофициальная, с. 159. Малороссийское наречие (укр. яз.). К сказкам № 55-56.                                  |
| Повесть о Ерше Ершовиче                                        | № 556 (254)      | Из лубочного издания, текст которого (в сокращении) соответствует публикации Ровинского (I, № 173). К сказкам № 77—80.                                               |
| Девушка и медведь                                              | № 557 (480)      | «Маяк», XV, 1844, раздел «Смесь», с. 23—25. Переведена с белорусского. К сказкам № 98-99.                                                                            |
| Три сестры                                                     | № 558 (480A)     | «Маяк», XV, 1844, раздел «Смесь», с. 17—19. Переведена с белорусского. К сказкам № 103, 113.                                                                         |
| Сказка о золотом, серебряном и медном царствах                 | № 559 (301)      | Из лубочного издания Ровинского (I, № 47, 48). К сказкам № 128—131, 139—142, 156.                                                                                    |
| Сказка о Василисе золотой косе                                 | № 560 (312D)     | «Бронницын», № 1. Перепечатано Афанасьевым с рядом неточностей. К сказкам № 133—134.                                                                                 |
| Сказка о семи Семионах                                         | № 561 (653)      | «Лекарство…» (4-е изд., 1819 г.), с. 132—151. К сказкам № 145—147.                                                                                                   |
| Сказка о сильном и храбром непобедимом богатыре Иване-царевиче | № 562 (552A+518) | «Лекарство…», с. 98—131. К сказкам № 159—160. |
| Сказка о трёх королевичах                                      | № 563 (551)      | «Сказки русские, содержащие в себе 10 различных сказок» / Собр. и изд. Петром Тимофеевым. М., тип. Пономарева, 1787, с. 1—22. К сказкам № 171—178.                   |
| О Иванушке-дурачке                                             | № 564 (530A)     | «Лекарство…», с. 189—236. К сказкам № 182—184. |
| Смирный мужик и драчливая жена                                 | № 565 (564)      | Из лубочного издания, с текстом, опубликованным Ровинским (I, № 61). К сказкам № 186—187.                                                                            |
| Сказка про перстень о двенадцати винтах                        | № 566 (560)      | «Русское слово», 1861, № 1, с. 67—73. К сказкам № 190—191. |
| Сказка о Бессчастном стрелке                                   | № 567 (465A)     | «Бронницын», № 3. К сказкам № 212—215. |
| Неосторожное слово                                             | № 568 (813B)     | «День», 1862, № 52 (из статьи П. Рыбникова «Заметки с дороги»). К сказкам № 227—229.                                                                                 |
| Сказка о серебряном блюдечке и наливном яблочке                | № 569 (780)      | «Бронницын», № 5. К сказкам № 244—246. |
| Сказка о лягушке и богатыре                                    | № 570 (402)      | Лубочное издание «Сказка о лягушке и богатыре». М., 1847. К сказкам № 267—269.                                                                                       |
| Сказка об Иване-богатыре                                       | № 571 (532+4001) | Из лубочного издания с текстом, опубликованным Ровинским (I, № 44). К сказкам № 295, 296.                                                                            |
| Лихо                                                           | № 572 (1137)     | «Отечественные записки», 1840, № 11. Предания, записанные Боровиковским. К сказке № 302                                                                              |
| Людська доля                                                   | № 573 (~822)     | «Современник», 1866, № 12, с. 189—193. Записано в Мамлыжском уезде Вятской губернии Осокиным на малороссийском наречии (укр. яз.). К сказке № 304.                   |
| Нужда                                                          | № 574 (735A)     | Из собрания журнала «Основа». Малороссийское наречие (укр. яз.). К сказкам № 303—304.                                                                                |
| Сказка о силе-царевиче и об Ивашке белой рубашке               | № 575 (507)      | «Лекарство…», с. 237—254. Перепечатано Афанасьевым с изменениями. К сказке № 310.                                                                                    |
| О Горе-горянине Даниле-дворянине                               | № 576 (465A)     | «Москвитянин», 1843, № 4, с. 389—394. Записано в Шенкурске Архангельской губернии Борисовым. К сказкам № 313—314.                                                    |
| Рассказ о мертвеце                                             | № 577 (—)        | «Тамбовские губернские ведомости» 1857, № 4. К сказкам № 351—362. |
| Сказка о богатыре Голе Воянском                                | № 578 (1640)     | «Бронницын», № 2. К сказкам № 430—432. |
| Хитрий чоловік                                                 | № 579 (1384)     | «Черниговские губернские ведомости», 1860, № 15. Записана на малороссийском наречии (укр. язык). К сказкам № 441—443.                                                |

### Сказки, изъятые из сборника цензурой[когда?]
| Название                 | Номера        | Примечания                                                      |
| ------------------------ | ------------- | --------------------------------------------------------------- |
| О хитрости царя Соломона | — (803, 804B) | Записано в г. Дедюхино Пермского уезда лекарем Д. М. Петуховым. |
| Христов крестник         | — (471, 800)  | Записано в г. Дедюхино Пермского уезда Д. М. Петуховым          |
| Риза на иконе            | —             | Записано в г. Дедюхино Пермского уезда Д. М. Петуховым          |

## Другие фольклорные сборники Афанасьева
- Народные русские легенды
- Русские заветные сказки
- Народные русские сказки не для печати